# بن دک
بن دُک (انگلیسی: Ben Doak؛ زادهٔ ۱۱ نوامبر ۲۰۰۵) بازیکن فوتبال اهل اسکاتلند است که در پست وینگر برای باشگاه فوتبال لیورپول در لیگ برتر فوتبال انگلستان بازی می‌کند.
وی همچنین در تیم ملی فوتبال زیر ۲۱ سال اسکاتلند بازی کرده‌است.
پدربزرگ وی، مارتین دک، نیز بازیکن فوتبال بوده‌است.